# Роголево (Псковская область)
Роголево — деревня на юго-востоке Бежаницкого района Псковской области. Входит в состав сельского поселения Лющикская волость.
Расположена в 12 км к северу от райцентра Бежаницы на берегу Ашевки.
Численность населения деревни составляет 17 жителей (2000 год).
До 2005 года входила в состав Бежаницкой волости.